# Platynota nigrocervina
Platynota nigrocervina es una especie de polilla del género Platynota, tribu Sparganothini, subfamilia Tortricinae.

## Distribución
Se distribuye por Estados Unidos (Colorado).

## Taxonomía
Fue descrita por Walsingham en 1895 y publicada en Transactions of the Entomological Society of London 1895: 496.